# Hippocrate
Hippocrate is een Franse dramafilm uit 2014 onder regie van Thomas Lilti. De film ging in première op 22 mei op het Filmfestival van Cannes in de sectie Semaine de la critique.

## Verhaal
De 23-jarige Benjamin is afgestudeerd als dokter en begint stage te lopen op de praktijk van zijn vader, professor Barois. Ondanks zijn enthousiasme loopt het niet zoals hij gedroomd had. Hij krijgt af te rekenen met zijn eigen limieten en angsten en die van de patiënten, hun familie, dokters en staf. 

## Rolverdeling
| Acteur             | Personage        |
| ------------------ | ---------------- |
| Vincent Lacoste    | Benjamin Barois  |
| Jacques Gamblin    | Professor Barois |
| Reda Kateb         | Abdel Rezzak     |
| Marianne Denicourt | Dr. Denormandy   |
| Félix Moati        | Stéphane         |
| Carole Franck      | Myriam           |
| Philippe Rebbot    | Guy              |
| Julie Brochen      | Mme Lemoine      |
| Jeanne Cellard     | Mme Richard      |
| Thierry Levaret    | M. Lemoine       |
| Fanny Sidney       | Estelle          |

## Prijzen & nominaties
| jaar | prijs                                    | categorie                   | genomineerde(n)                                          | uitslag                             |
| ---- | ---------------------------------------- | --------------------------- | -------------------------------------------------------- | ----------------------------------- |
| 2014 | Festival du film francophone d'Angoulême | Valois d'or                 | Thomas Lilti                                             | Gewonnen                            |
| 2015 | César                                    | Beste film                  | Beste film                                               | Prijsuitreiking op 20 februari 2015 |
| 2015 | César                                    | Beste regisseur             | Thomas Lilti                                             | Prijsuitreiking op 20 februari 2015 |
| 2015 | César                                    | Beste acteur                | Vincent Lacoste                                          | Prijsuitreiking op 20 februari 2015 |
| 2015 | César                                    | Beste acteur in een bijrol  | Reda Kateb                                               | Prijsuitreiking op 20 februari 2015 |
| 2015 | César                                    | Beste actrice in een bijrol | Marianne Denicourt                                       | Prijsuitreiking op 20 februari 2015 |
| 2015 | César                                    | Beste origineel script      | Thomas Lilti, Julien Lilti, Baya Kasmi en Pierre Chosson | Prijsuitreiking op 20 februari 2015 |
| 2015 | César                                    | Beste montage               | Lilian Corbeille                                         | Prijsuitreiking op 20 februari 2015 |
| 2015 | Prix Lumières                            | Beste scenario              | Thomas Lilti, Julien Lilti, Baya Kasmi en Pierre Chosson | Prijsuitreiking op 2 februari 2015  |